# 埃斯科河畔布律埃
埃斯科河畔布律埃（法語：Bruay-sur-l'Escaut，法語發音：[bʁyɛ syʁ lɛsko]）是法国上法兰西大区北部省的一个市镇，位于该省东部，埃斯科河左岸，属于瓦朗谢讷区。

## 地理
埃斯科河畔布律埃（50°23'54"N, 3°32'22"E）面积6.7 平方千米，位于法国上法蘭西大區北部省，该省份为法国最北部的省份及最长的省份，西北濒北海，西接加来海峡省，南至埃纳省和索姆省，东与比利时接壤。
与埃斯科河畔布律埃接壤的市镇（或旧市镇、城区）包括：赖姆、瓦朗謝訥、圣索尔沃、昂赞、伯夫拉日、埃科蓬、奥南。
埃斯科河畔布律埃的时区为UTC+01:00、UTC+02:00（夏令时）。

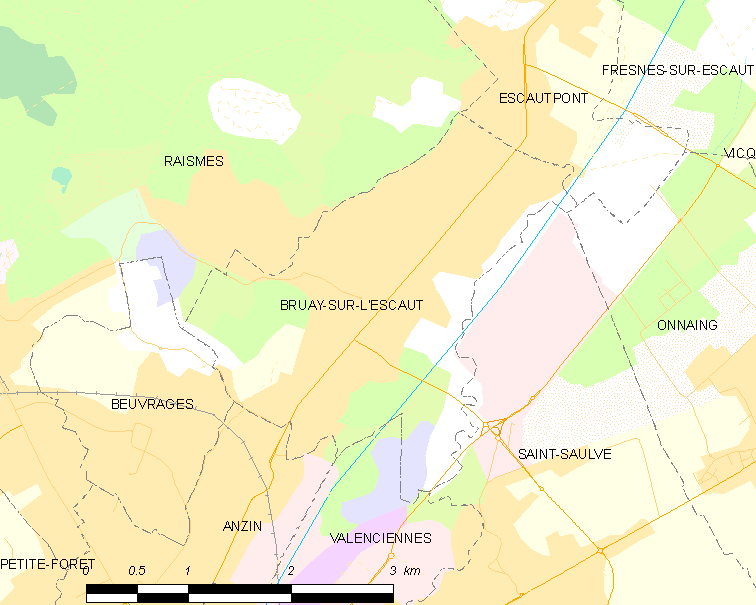
埃斯科河畔布律埃的OSM定位图

## 行政
埃斯科河畔布律埃的邮政编码为59860，INSEE市镇编码为59112。

## 政治
埃斯科河畔布律埃所属的省级选区为昂赞县。

## 交通
瓦朗谢讷有轨电车2号线经过境内。

## 人口

1962-2008年间埃斯科河畔布律埃人口变化图示

埃斯科河畔布律埃于2022年1月1日时的人口数量为11584人。